# Boumahni
 (mars 2020).
Si vous disposez d'ouvrages ou d'articles de référence ou si vous connaissez des sites web de qualité traitant du thème abordé ici, merci de compléter l'article en donnant les références utiles à sa vérifiabilité et en les liant à la section « Notes et références ».
Boumahni, souvent écrit Bou Mahni, est un regroupement de villages dans la commune d'Ain Zaouia de la wilaya de Tizi Ouzou en Algérie, située à environ 100 km d'Alger. 
Boumahni compte environ 9 600 habitants.

## Villages
(janvier 2025).
Bouhmani repartis en 17 villages :
- ADHEBA
- AIT AMAR MOH
- AIT M'HAMED
- AIT MAAMAR
- AIT SAID OU M'HAMED
- BOUAKACHE ( IGHENDOUSEN )
- BOUHOUKAL
- BOUMADENE ( IVOUZIDHEN )
- IALALLENE
- ICHELOUCHENE
- IFARHATHENE
- IGHARVIENE
- IHAMOUTHENE
- IKOBAINE
- IZEMOUCHENE
- KANTIDJA
- TIZI AMEUR

## Infrastructures
Boumahni dispose notamment des infrastructures :
- Un bureau de poste Algérie Poste à Tighilt N'amar Aissa
- Un Cente Médical de Santé CMS appartient à la CNAS sis a Tighilt N'amar Aissa
- Nouvelle annexe de la mairie sise à Tighilt N'amar Aissa à côté de la maison de jeunes de Boumahni
- Deux Stade à gazon synthétique à  Ait Maamar & Tizi Ameur
- Une Grande Mosquée sise au lieu dit El Varedj en face CEM DES FRERES SADAT (route vers Aïn Zaouia chef-lieu)

Maisons et Foyers de jeunes :
- MAISON DE JEUNE TIGHILT N'AMAR AISSA
- MAISON DE JEUNE AIT MAAMAR
- FOYER DE JEUNE DE TIZI AMEUR
- FOYER DE JEUNEB BOUHOUKAL
- FOYER DE JEUNE BOUMADENE
- FOYER DE JEUNE IGHARVIENE

## Éducation
Boumahni dispose de quatre écoles primaires et d'un CEM.
- École primaire à Ait Maamar
- École primaire à Thighilt N'amar Aissa
- École primaire à Taourirt Boumadene
- École primaire à Kentidja
- Un CEM sis au lieu dis El Varedj ( Route vers Aïn Zaouia chef-lieu)

## Associations Culturelles et Sportives
Il existe plusieurs Associations Culturelles et Sportives :
- Association Culturelle Anadhi de Tizi Ameur
- Association Culturelle THAFRARA BOUMAHNI
- Association Culturelle Asurif de Boumadene
- Association Sportive Izuran N'Ait Maamar
- Association Culturelle Bouhoukal
- Association Culturelle Tigejdit du village Ifarhathene

Deux Clubs de football Vétérans
- Jeunesse Sportive de Boumahni
- Union sportive de Boumahni

Association à L'étranger :
- L'association de Bou-Mahni crée à Montréal le 29 janvier 2014,  à but non lucratif pour aider la diaspora de boumahni & ain zaouia
- L'association des citoyens Izemouchen en France
- L'association des citoyens Tizi Ameur en France

## Économie
Deux huileries :
- Une Huilerie a Bouakache ( Ighandousen )
- Une Huilerie extra moderne Essaid n'ali moh à Tighilt N'amar Aissa

## Personnalités liées à la commune
- Karim Akouche : poète, romancier et dramaturge algérien originaire de Boumahni
- H'sissen : auteur-compositeur et interprète algérien de chaâbi originaire du village Tizi Ameur, Boumahni
- Mohamed Arhab, écrivain romancier, originaire de Boumahni